# Jos Gysemans

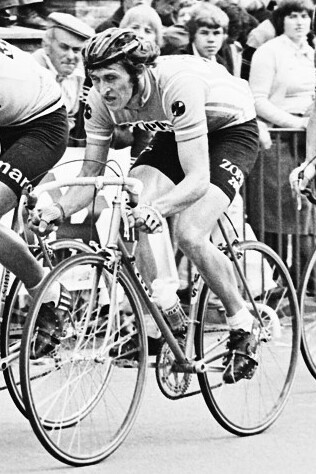
Jos Gijsemans (1978)

Jos Gysemans (* 30. Oktober 1952 in Booischot) ist ein ehemaliger belgischer Radrennfahrer.

## Sportliche Laufbahn
Gysemans war im Bahnradsport und im Straßenradsport aktiv. 1973 bestritt er mit der Nationalmannschaft die Rheinland-Pfalz-Rundfahrt und gewann eine Etappe sowie zwei Etappen in der Tour de la province de Liège (3. Gesamtrang). 1974 siegte er in den Eintagesrennen Flèche Ardennaise und Circuit de Wallonie.
Von 1974 bis 1983 war er Berufsfahrer. Er gewann die Rennen Grote Prijs Victor Standaert und Omloop Mandel 1975, Maaslandse Pijl und den Grand Prix de Hannut 1976, Heistse Pijl 1978 und Putte–Mechelen, Grote Prijs Stad Sint-Niklaas und Grote Prijs Eugeen Roggeman 1981. Einen Etappensieg holte er 1976 in der Tour de Picardie sowie in der Tour d’Indre-et-Loire 1980. Als Amateur und als Profi gewann er eine Reihe von Kriterien in Belgien. Zweiter wurde Gysemans im Grand Prix de Momignies 1976 und im Omloop Polder-Kempen 1982. Dritter wurde er 1977 im Heistse Pijl und 1983 im Maaslandse Pijl.

## Familiäres
Sein Bruder Emiel Gysemans war ebenfalls Radrennfahrer.